# Miss Monde 1995
Miss Monde 1995, est la 45e élection de Miss Monde, qui s'est déroulée le 18 novembre 1995 au Sun City Entertainment Centre, à Sun City, en Afrique du Sud.
84 pays et territoires ont participé à l'élection.
L'Afrique du Sud accueille pour la 4e année consécutive la compétition. Les préliminaires ont eu lieu à Sun City mais également en Comores et à Dubaï, aux Émirats arabes unis.
La lauréate est Jacqueline Aguilera, Miss Venezuela, et succède à l'indienne Aishwarya Rai, Miss Monde 1994. Elle est la cinquième vénézuelienne à remporter le titre de Miss Monde.

## Résultats
| Résultat Final  | Candidates |
| --------------- | --- |
| Miss Monde 1995 | - Venezuela – Jacqueline Aguilera |
| 1re dauphine    | - Croatie – Anica Kovač |
| 2e dauphine     | - Trinité-et-Tobago – Michelle Khan |
| Top 5           | - Israël – Miri Bohadana - Corée – Choi Yoon-young |
| Top 10          | - Afrique du Sud – Bernelee Daniell - Australie – Melissa Porter - Bolivie – Carla Morón - Bulgarie – Evgenia Kalkandzhieva - Mexique – Alejandra Quintero |

## Reines de beauté des continents
| Continent      | Candidate                           |
| -------------- | ----------------------------------- |
| Afrique        | - Afrique du Sud – Bernelee Daniell |
| Amériques      | - Venezuela – Jacqueline Aguilera   |
| Asie & Océanie | - Corée – Choi Yoon-young           |
| Caraïbes       | - Trinité-et-Tobago – Michelle Khan |
| Europe         | - Croatie – Anica Kovač             |

## Candidates
- Miss Monde 1995
- 1re dauphine
- 2e dauphine
- 3e dauphine
- 4e dauphine
- Top 10 (de la 6e à la 10e place)

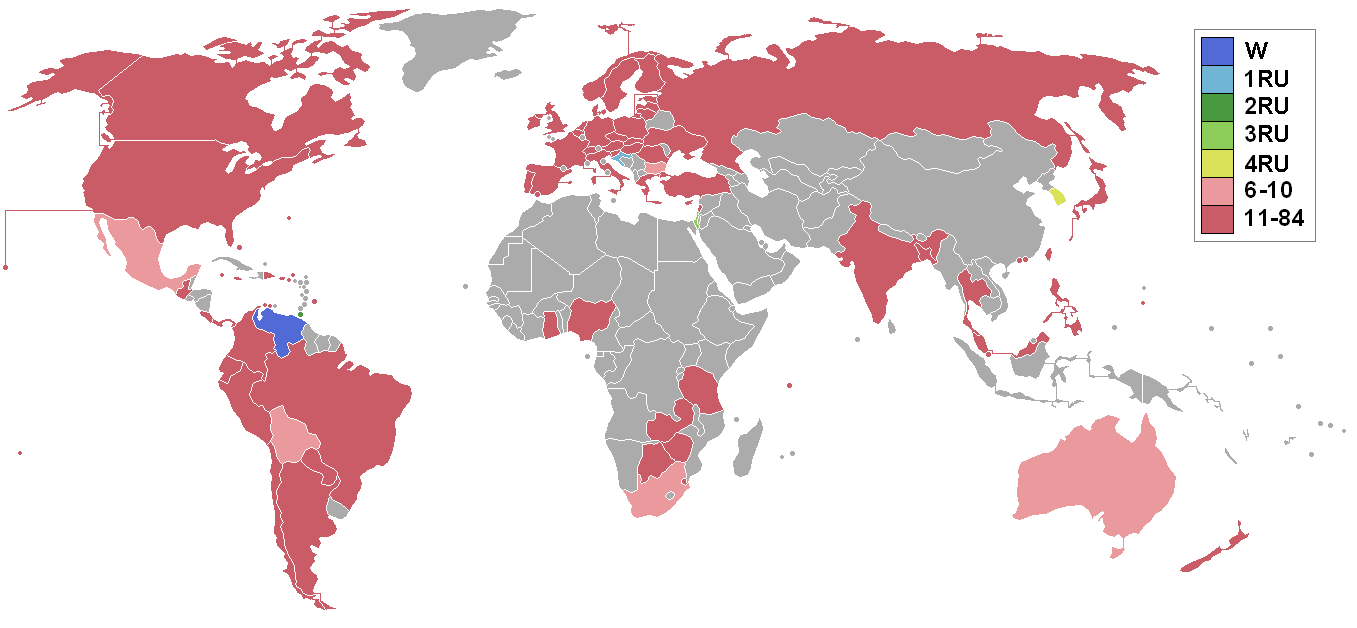
Pays représentés au concours de Miss Monde 1995 :
Miss Monde 1995
1re dauphine
2e dauphine
3e dauphine
4e dauphine
Top 10 (de la 6e à la 10e place)
De la 11e à la 84e place
Pays n'ayant pas participé

- Afrique du Sud – Bernelee Daniell
- Allemagne – Isabell Brauer
- Argentine – María Lorena Jensen
- Aruba – Tessa Pieterz
- Australie – Melissa Porter
- Autriche – Elizabeth Unfried
- Bahamas – Loleta Marie Smith
- Bangladesh – Yasmin Bilkis Sathi
- Barbade – Rashi Holder
- Belgique – Véronique De Kock
- Bermudes – Renita Minors
- Bolivie – Carla Patricia Morón Peña
- Botswana – Monica Somolekae
- Brésil – Elessandra Cristina Dartora
- Bulgarie – Evgenia Kalkandjieva
- Canada – Alissa Lehinki
- Chili – Tonka Tomicic Petric
- Colombie – Diana María Figueroa Castellanos
- Corée – Choi Yoon-young
- Costa Rica – Shasling Navarro Aguilar
- Croatie – Anica Martinović
- Curaçao – Danique Regales
- Chypre – Isabella Giorgallou
- Danemark – Tine Bay
- Équateur – Ana Fabiola Trujillo Parker
- Estonie – Mari-Lin Poom
- Finlande – Terhi Koivisto
- France – Helene Lantoine
- Ghana – Manuela Medie
- Gibraltar – Monique Chiara
- Grèce – Maria Boziki
- Guam – Joylyn Muñoz
- Guatemala – Sara Elizabeth Sandoval Villatoro
- Hollande – Didi Schackmann
- Hong Kong – Shirley Chau Yuen-Yee
- Hongrie – Ildiko Veinbergen
- Îles Vierges américaines – Roshini Nibbs
- Îles Vierges britanniques – Chandi Trott
- Îles Caïmans – Tasha Ebanks
- Inde – Preeti Mankotia
- Irlande – Joanne Black
- Israël – Miri Bohadana
- Italie – Rosanna Santoli
- Jamaïque – Imani Duncan
- Japon – Mari Kubo
- Lettonie – Ieva Melina
- Liban – Julia Syriani
- Lituanie – Gabriele Bartkute
- Macao – Geraldina Madeira da Silva Pedruco
- Malaisie – Trincy Low Ee Bing
- Mexique – Alejandra Quintero Velasco
- Nouvelle-Zélande – Sarah Brady
- Norvège – Inger Lise Ebeltoft
- Panama – Marisela Moreno Montero
- Paraguay – Patricia Serafini Geoghegan
- Pérou – Paola Dellepiane Gianotti
- Philippines – Reham Snow Tago
- Pologne – Ewa Jzabella Tylecka
- Portugal – Suzana Leitao Robalo
- Porto Rico – Swanni Quiñones Laracuerte
- République dominicaine – Patricia Bayonet Robles
- République tchèque – Katerina Kasalova
- Roumanie – Dana Delia Pintilie
- Russie – Elena Bazina
- Seychelles – Shirley Low-Meng
- Singapour – Jacqueline Chew
- Slovaquie – Zuzana Spatinova
- Slovénie – Teja Boškin
- Espagne – Candelaria Rodríguez Pacheco
- Swaziland – Mandy Saulus
- Suède – Jeanette Mona Hassel
- Suisse – Stephanie Berger
- Tahiti – Timeri Baudry
- Taïwan ROC – Hsu Chun-Chun
- Tanzanie – Emily Adolf Fred
- Thaïlande – Yasumin Leautamornwattana
- Trinité-et-Tobago – Michelle Khan
- Turquie – Demet Sener
- Ukraine – Nataliya Shvachiy
- Royaume-Uni – Shauna Marie Gunn
- États-Unis – Jill Ankuda
- Venezuela – Jacqueline María Aguilera Marcano
- Zambie – Miryana Bujisic
- Zimbabwe – Dionne Best

## Déroulement de la cérémonie

### Prix attribués
- Miss Personnalité (Miss Personality) :  Nigeria – Toyin Raji
- Miss Photogénique (Miss Photogenic) :  Venezuela – Jacqueline Aguilera
- Meilleur vêtement de soirée (Best Evening Wear) :  Ghana – Manuela Medie
- Meilleur costume national (Best National Costume) :  Croatie – Anica Kovač
- Meilleur maillot de bain (Best Swimsuit) :  Israël – Miri Bohadana

### Jury
| Membre | Membre                  | Nationalité   | Notes                                                |
| ------ | ----------------------- | ------------- | ---------------------------------------------------- |
|        | Eric Morley             | Britannique   | Fondateur et président de l'Organisation Miss Monde. |
|        | Astrid Carolina Herrera | Vénézuélienne | Miss Monde 1984.                                     |
|        | Bruce Forsyth           | Britannique   | Animateur de télévision.                             |
|        | Christopher Lee         | Britannique   | Acteur et chanteur.                                  |
|        | Michael Winner          | Britannique   | Réalisateur et producteur.                           |

## Observations